# 仁和站 (丽江市)
仁和站位于云南省丽江市古城区七河镇仁和村，建于2009年，是滇藏铁路大丽段、仁丽联络线的车站。不办理客、货运业务。